# Tipula angulata
Tipula angulata är en tvåvingeart. Tipula angulata ingår i släktet Tipula och familjen storharkrankar.

## Underarter
Arten delas in i följande underarter:
- T. a. angulata
- T. a. cherokeana